# Serangoon (metrostation)
Serangoon is een metrostation van de metro van Singapore aan de North East Line en de Circle Line.